# Janez Vlachy
Janez Vlachy, slovenski svobodni fotograf in umetnik, * 1954.
Vlachy fotografira akte, večinoma ženske, v črnobeli tehniki, zadnje čase tudi barvno. Od leta 1988 razstavlja doma in v tujini, kjer je bil za svoja dela tudi nagrajen (1988 Jugoslovanski salon – 1. nagrada; 1988,1990 Krakow, Poljska; 1990 Belgium Photo Salon; Aigle d'Or, Švica ...) in objavlja v prestižnih tujih publikacijah (1995 in 2002 Graphis Magazine, New York – Annual photography; 1999 Graphis Magazine, New York – Nudes Book 3 (Herb Ritts, Sheila Metzner ...).